# 東水戶站

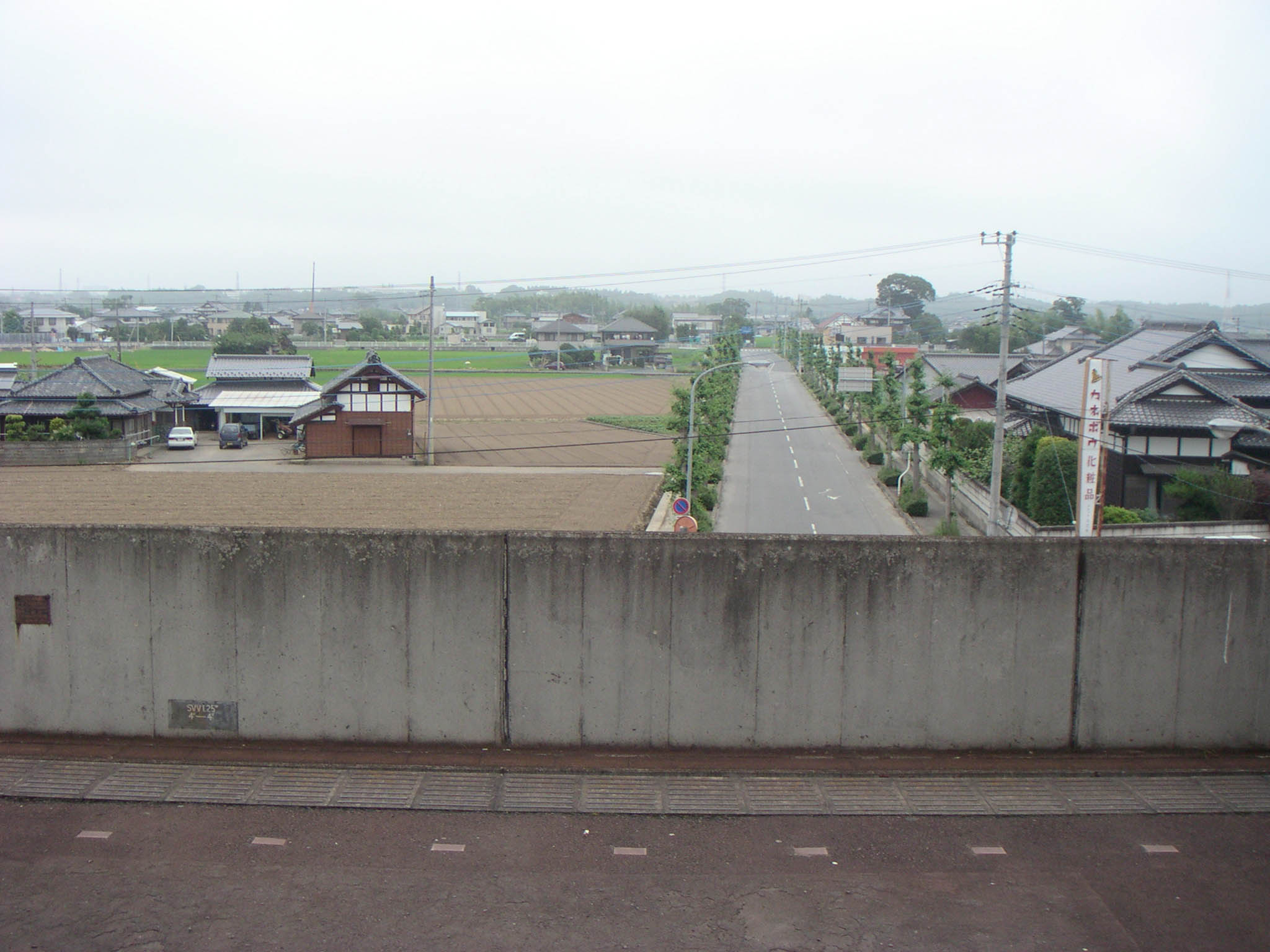
從高架望看周邊風景

東水戶站（日语：／ Higashi-Mito eki */?）是位於茨城縣水戶市吉沼町1426番3號，鹿島臨海鐵道的大洗鹿島線車站。
尤如其名，車站位於水戶市東部。鄰近枝垂櫻花著名處六地藏寺的車站。

## 歷史
在1985年（昭和60年）3月14日大洗鹿島線準備開業前，水戶市同時在車站附近道路（總長400米）和站前廣場（3000平方米）進行工程。但是在收購土地時發生行政錯誤，使擔心車站啟用時車站道路還未建成。在3月車站啟用前，水戶市向土地擁有者取得土地，隨後立刻敷上碎石，暫時開設單線道路。
- 1985年（昭和60年）3月14日 - 大洗鹿島線開通，此站啟用。

## 車站構造
此站是高架車站，設有1面2線的島式月台。此站是無人車站。

### 月台
| 月台 | 路線        | 上下行 | 方向                 |
| ---- | ----------- | ------ | -------------------- |
| 1    | ■大洗鹿島線 | 下行   | 新鉾田、鹿島神宮方向 |
| 2    | ■大洗鹿島線 | 上行   | 前往水戶             |

## 在此站的運行形態
- 上行（水戶方向）
  - 日間設有大約每小時2班普通列車停靠[3]。
- 下行（大洗、新鉾田、鹿島神宮方向）
  - 日間設有大約每小時2班普通列車（前往鹿島神宮和前往大洗）停靠，早上和黃昏設有前往新鉾田的列車[3]。

## 使用狀況
在2018年度1日平均乘車人次為71人。
| 年度 | 一日平均 乘車人次 |
| ---- | ----------------- |
| 2002 | 106               |
| 2003 | 101               |
| 2004 | 99                |
| 2005 | 95                |
| 2006 | 92                |
| 2007 | 88                |
| 2008 | 90                |
| 2009 | 85                |
| 2010 | 85                |
| 2011 | 73                |
| 2012 | 81                |
| 2013 | 80                |
| 2014 | 77                |
| 2015 | 79                |
| 2016 | 80                |
| 2017 | 79                |
| 2018 | 71                |

## 車站周邊
- 上大野市民中心
- 水戶市立上大野小學

## 巴士路線
最近的巴士站是茨城交通巴士「上大野市民中心」巴士站。
- <28（日语：茨城交通茨大前営業所）> 前往平磯中學下／茨大前營業所

## 相鄰車站
鹿島臨海鐵道
■大洗鹿島線
水戶－東水戶－常澄

## 注腳
1. ↑  鹿島臨海鉄道 公式ホームページ （页面存档备份，存于）（日語）
2. 1 2  「東水戸駅の取付道路 開通（大洗鹿島線）にセーフ」『いはらき』茨城新聞社，1985年3月9日付日刊，15面。
3. 1 2  東水戸駅時刻表.駅探 （页面存档备份，存于）（日語）

## 外部連結
- 東水戶 | 鹿島臨海鐵道株式會社 （页面存档备份，存于）（日語）